# Im April, WAB 75
Im April (En avril), WAB 75 est un lied composé par Anton Bruckner vers 1865.

## Historique
Bruckner a composé le lied sur un texte de Emanuel Geibel lors de son séjour à Linz. Il a dédie ce lied à son élève Hélène Hofmann, la sœur cadette de Pauline Hofmann,.
La date de composition est incertaine. On croyait originellement que le lied avait été composé en 1868. Étant donné qu'il est dédié à "Hélène Hofmann", Angela Pachovsky place plutôt la date de composition "avant le 18 septembre 1865", c'est-à-dire avant le mariage d'Hélène avec Heinrich Heissler.
Le manuscrit est perdu, mais une copie est archivée à l'Abbaye de Saint-Florian. En 1898, le lied a été édité par Bernhard Herzmansky par Doblinger. La première exécution a eu lieu le 5 février 1903 par Gisela Seehofer, lors d'un concert du Wiener Akademischer Wagner-Verein, au cours duquel Seehofer a aussi chanté l'Ave Maria, WAB 7 et Wie bist du, Frühling, gut und treu.
Le lied est édité dans le Volume XXIII/1, no 5 de la Bruckner Gesamtausgabe.

## Texte
Le lied utilise un texte d'Emanuel Geibel.
| Du feuchter Frühlingsabend, Wie hab' ich dich so gern, Der Himmel wolkenbehangen, Nur hie und da ein Stern. Wie leiser Himmelsodem Hauchet so laut die Luft, Es steigt aus allen Tälern, Ein warmer Veilchenduft. Ich möcht' ein Lied ersinnen, Das diesem Abend gleich, Und kann den Klang nicht finden So dunkel, mild und weich. | Toi, soirée humide de printemps, Combien je t'aime, Le ciel est plein de nuages Avec seulement çà et là une étoile. Comme un doux souffle éthéré, L'air vibre intensément, De toutes les vallées s'élève Un doux parfum de violettes. Je voudrais composer une chanson Semblable à cette soirée, Mais je ne trouve pas de mélodie Aussi sombre, douce et tendre. |

## Composition
Le lied de 60 mesures en la majeur est composé pour voix soliste et piano.

## Discographie
Il y a quatre enregistrements de Im April :
- Robert Holzer (basse), Thomas Kerbl (piano), Anton Bruckner Lieder/Magnificat – CD : LIVA 046, 2011. NB: transposé en sol majeur[5].
- Ulf Bästlein (baryton), Sascha El Mouissi (piano), Ich blick’ in mein Herz und ich blick' in die Welt - CD Gramola 99136, 2017
- Elisabeth Wimmer (soprano), Daniel Linton-France (piano), Bruckner, Anton – Böck liest Bruckner II – CD : Gramola 99237, 2020
- Erinnerung - Bruckner in St. Florian, Alois Mühlbacher (contre-ténor), Franz Farnberger (piano) – CD : Solo Musica SM 450, 2024
- Günther Groissböck (basse), Malcolm Martineau (piano) - Männerliebe und Leben – CD Gramola 99294, 2024

## Sources
- Anton Bruckner – Sämtliche Werke, Band XXIII/1: Lieder für Gesang und Klavier (1851-1882), Musikwissenschaftlicher Verlag der Internationalen Bruckner-Gesellschaft, Angela Pachovsky (Éditeur), Vienne, 1997
- Cornelis van Zwol, Anton Bruckner 1824-1896 – Leven en werken, uitg. Thot, Bussum, Pays-Bas, 2012.  (ISBN 978-90-6868-590-9)
- Uwe Harten, Anton Bruckner. Ein Handbuch. Residenz Verlag, Salzbourg, 1996.  (ISBN 3-7017-1030-9).
- Crawford Howie, Anton Bruckner - A documentary biography, édition révisée en ligne